# 기쓰키번
기쓰키번(杵築藩 또는 木付藩(きつきはん))은 에도시대 분고국 구니사키군, 하야미군을 다스린 번이다. 번청은 기쓰키성 (현재 오이타현 기쓰키시)이다.

## 번의 역사
원래 이 땅은 오오토모씨의 일족인 기쓰키씨(木付氏)가 다스리고 있었다. 그러나 분로쿠 2년 (1593년), 오오토모 요시무네가 도요토미 히데요시의 기분을 나쁘게 하면서 제봉되자, 기쓰키씨도 동시에 멸망했다. 그 후, 마에다 겐이, 히데요시의 심복이었던 미야베 케이쥰 (분로쿠 2년 (1593년)에 쿠니사키, 하야미, 닛타, 큐슈 등 북부 4군의 검지(태합검지)를 담당했다.), 스기하라 나가후사, 하야카와 나가마사가 입봉하고, 그 다음에 호소카와 타다오키가 게이쵸 4년 (1599년), 탄고국 미야즈 12만석외에 이 땅 (6만석)을 영유해 마츠이 야스유키, 아리요시 타츠유키 등을 성대로써 통치하게 했다. 게이쵸 5년 (1600년)의 세키가하라 전투의 전공에 의해, 부젠 일국이 가증된 타다오키는 본거를 나카츠성으로 정해 기쓰키로 불린 이 땅도 영지의 일부가 되었다. 호소카와가는 번청을 코쿠라성으로 옮겨 코쿠라번이 되지만, 칸에이 9년 (1632년) 타다오키의 아들 타다토시가 쿠마모토번으로 전봉되었다. 코쿠라에는 오가사와라 타다자네가 봉해지고, 기쓰키에는 타다자네의 동생인 오가사와라 타다토모가 4만석의 다이묘로 추대되어 입봉, 기쓰키번이 성립되었다.
쇼호 2년 (1645년), 타다토모는 미카와국 요시다번으로 전봉되고, 대신 마쓰다이라 히데치카가 3만 2천석으로 분고국 타카다번에서 이동해와서, 메이지 유신 때까지 이 땅을 다스렸다. 평지가 적은 영지였기 때문에, 황무지 개간(新田開発)과 공예작품, 특히 골풀 재배를 장려하였다. 황무지 개간(新田開発)에서 미카와로부터 100여 명의 농민을 불러 속칭 "미카와 신덴(三河新田)"이라 불리는 농지를 개간했다.
쇼토쿠 2년 (1712년), 3대 번주 시게야스 시기에 막부가 수여한 주인장에서 기쓰키(木付)를 기쓰키(杵築)로 잘못 썼다. 그래서 막부에 문의서를 보낸 후, 이 땅을 기쓰키(杵築)로 표기하게 되었다.
쿄호 대기근 이후, 번 재정은 악하되어, 8대 번주 치카카타는 영내에 거주하고 있는 학자 미우라 바이엔을 등용해 재정 재건에 힘썼다. 그의 진언에 의해 텐메이 연간 (1781년 ~ 1789년)에 번교 "학습관"을 열었다.
메이지 2년 (1869년), 판적봉환에 의해 기쓰키 지번사에 구 번주 치카타카가 임명되어 행정구분으로서 키즈키번이 놓였지만, 메이지 4년 (1871년), 폐번치현에 의해 기쓰키현이 되었고, 후에 오이타현에 편입되었다. 노미 마쓰다이라가는 메이지 2년에 화족에 올랐으며, 메이지 17년 (1884년)에 자작이 되었다.

## 역대 번주

### 오가사와라가 (小笠原家)
후다이 다이묘 고쿠다카 : 4만석 (1632년 ~ 1645년)
1. 타다토모 (忠知)

### 노미 마쓰다이라가 (能見松平家)
후다이 다이묘 고쿠다카 : 3만 2천석 (1645년 ~ 1871년)
1. 히데치카 (英親)
2. 시게요시 (重栄)
3. 시게야스 (重休)
4. 치카즈미 (親純)
5. 치카미츠 (親盈)
6. 치카사다 (親貞)
7. 치카카타 (親賢)
8. 치카아키라 (親明)
9. 치카요시 (親良)
10. 치카타카 (親貴)

## 에도 막부 말기의 영지
- 분고국
  - 쿠니사키군 중 87개 마을
  - 하야미군 중 42개 마을

## 같이 보기
- 폐번치현